# Sofa Landwer
Sofa Landwer (hebr.: סופה לנדבר, ur. 28 października 1949 w Leningradzie) – izraelska polityk, minister absorpcji imigrantów w latach 2009–2015 oraz 2016–2018, wiceminister transportu w 2002, poseł do Knesetu z list Partii Pracy w latach 1996–2003 i w 2006 oraz ugrupowania Nasz Dom Izrael w latach 2006–2019.

## Życiorys
Urodziła się w 28 października 1949 w Leningradzie, do Izraela wyemigrowała w 1979.
W wyborach w 1996 po raz pierwszy została wybrana posłem z listy Partii Pracy, w 1999 uzyskała reelekcję z koalicyjnej listy Jeden Izrael. Podczas tej kadencji parlamentu była zastępcą przewodniczącego Knesetu, a w 2002 roku – wiceministrem transportu w rządzie Ariela Szarona. W wyborach w 2003 nie udało jej się dostać do parlamentu, ostatecznie jednak w składzie szesnastego Knesetu znalazła się 11 stycznia 2006 w miejsce Awrahama Szochata.
W wyborach w 2006 została wybrana z listy ugrupowania Awigdora Liebermana – Nasz Dom Izrael. Trzy lata później uzyskała reelekcję i weszła w skład drugiego rządu Binjamina Netanjahu jako minister absorpcji imigrantów. Kolejny raz została wybrana wyborach w 2013, gdy Nasz Dom Izrael utworzył wspólną listę z Likudem. Pozostała na stanowisku ministerialnym w kolejnym rządzie Netanjahu, z którego odeszła 10 maja 2015 (kilka dni po Liebermanie), cztery dni przed zakończeniem jego skróconej kadencji.
W wyborach w 2015 uzyskała reelekcję. 30 maja 2016 dołączyła wraz z przewodniczącym swojej partii do czwartego rządu Netanjahu powracając na to samo stanowisko ministerialne. Oboje z Liebermanem odeszli z gabinetu 18 listopada 2018.
W kwietniu 2019 utraciła miejsce w parlamencie.